# Brandschutzbeschichtung

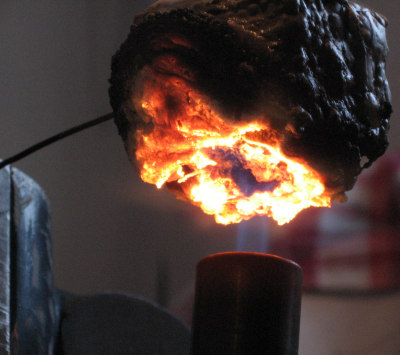
Aufgeschäumte Brandschutzfarbe während der Beflammung

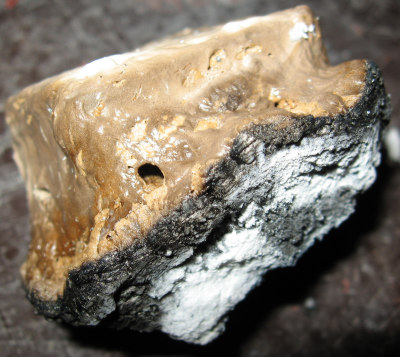
Nach dem Beflammungsversuch

Brandschutzbeschichtungen sind funktionelle Anstriche mit selbstanpassenden Oberflächeneigenschaften, die das natürliche Abbrandverhalten von Holz nachbilden. Man hatte erkannt, dass im Brandfall ein Holzbalken einem vergleichbaren Stahlbauteil dadurch überlegen ist, dass er sich einkohlt und war bemüht, dieses Oberflächenverhalten auf Stahlkonstruktionen zu übertragen. Anfang der 1970er Jahre wurden dazu die ersten Rezepturen bekannt. Die Technologie reaktiver Brandschutzbeschichtungen ist inzwischen ein unverzichtbarer Bestandteil im Stahlhochbau geworden. Anwendungen in Deutschland gehen bis auf die Mitte der 1970er Jahre zurück und haben ihren ersten Lebenszyklus teilweise schon vollendet. Repräsentatives Beispiel ist der Neubau des damaligen Bundeskanzleramtes in Bonn, errichtet von 1973 bis 1976, in dem das Stahltragwerk so mit einem Feuerwiderstand von 30 Minuten (F30) geschützt wurde.

## Technische Daten
Werden Stahlträger erhitzt, so verlieren diese ab ca. 500 °C ihre Stabilität und Tragfähigkeit. Ein Gebäude mit tragenden Elementen aus Stahlträgern würde folglich zusammenstürzen. Unisolierte Stahlträger erreichen diese Temperatur im Brandfall, je nach Brandlast, schon nach 5 bis 10 Minuten. Stahlträger mit einer Brandschutzbeschichtung können dagegen einem Brand deutlich länger, je nach Beschichtung im Stundenbereich, standhalten. Es gibt auch für Holz und andere Materialien entsprechende Brandschutzbeschichtungen.

## Applikation
Eine Brandschutzbeschichtung wird meistens im Airless-Verfahren oder mit einem Pinsel in mehreren Schichten aufgetragen. Die erforderliche Schichtdicke für Profilstahl ist abhängig vom Eigenfeuerwiderstand des Bauteils und wird in µm angegeben. Übliche Trocken-Schichtdicken liegen zwischen 350 µm und 750 µm für offene Profile (F30) und 2000 µm bis 3600 µm für offene Profile (F90). Seit ca. 2016 bestehen auch für Beschichtungen von Stahlträgern mit hoher Feuerwiderstandsdauer (F90 / EI90) bauaufsichtliche Zulassungen. Alternativ zu Feuerschutzummantelungen aus zugelassenen Plattenmaterialien können also unter bestimmten Bedingungen auch Brandschutzbeschichtungen auf Stahlbauteilen vorgesehen werden: beim Einsatz von dämmschichtbildenden Brandschutzbeschichtungen muss allerdings das ungehinderte Aufschäumen des Dämmschichtbildners sichergestellt sein, das Verhältnis Umfang / Oberfläche muss je nach Profilgeometrie bestimmte Grenzwerte gemäß Zulassung und Brandschutzklasse einhalten, auf Zug höher belastete bzw. dünne, flächige Bauteile (z. B. Trapezbleche), von der Zulassung abweichende Stahlgüten, Verzinkungen usw. müssen ggf. gesondert nachgewiesen werden (Zustimmung im Einzelfall). Die mit Brandschutzbeschichtungen geschützten Bauteile müssen für Kontroll- und Instandhaltungsarbeiten dauerhaft zugänglich bleiben.

## Wirkungsweise

Pentaerythritol

Melamin

Ammoniumpolyphosphat

Brandschutzbeschichtungen (Dämmschichtbildner) enthalten einen polyvalenten Alkohol (meist Pentaerythritol), eine Stickstoff-Quelle (meist Melamin) und einen Phosphor-Donor (z. B. Ammoniumpolyphosphat). Ammoniumpolyphosphat (APP) zersetzt sich bei Temperaturen über 250 °C zu Phosphorsäure. Diese reagiert mit Pentaerythritol zu Phosphatestern, welche sich weiter zu Kohlendioxid und kohlenstoff- sowie phosphorhaltigen Überresten zersetzen. Bei Hitze zersetzt sich das Melamin zu gasförmigem Ammoniak, das zur Expansion der Ammoniumpolyphosphat-Überreste führt. Dabei entsteht ein wärmeisolierender Schaum, der den Stahlträger vom Feuer abschirmt.
Eine Schicht mit 1 mm Dicke kann im Brandfall auf ca. 50 mm aufschäumen und bildet dadurch eine wirksame Hitzeisolierung. Die aufgeschäumte Schicht besteht aus mikroporösem „Kohleschaum“. Diese Schicht zersetzt sich im Laufe des Brandes mit der Zeit, wodurch die isolierende Wirkung abnimmt. Einige Brandschutzbeschichtungen isolieren im Brandfall über eine Stunde.

## Zertifizierung
Die Brandschutzbeschichtungen werden mit verschiedenen Normtests geprüft und anhand der Ergebnisse in Klassen eingeteilt. Klasse F 60 bedeutet beispielsweise, dass ein Stahlträger mit dieser Beschichtung unter Normbedingungen einem Brand mindestens 60 Minuten standhält.